# Burg Brandenstein

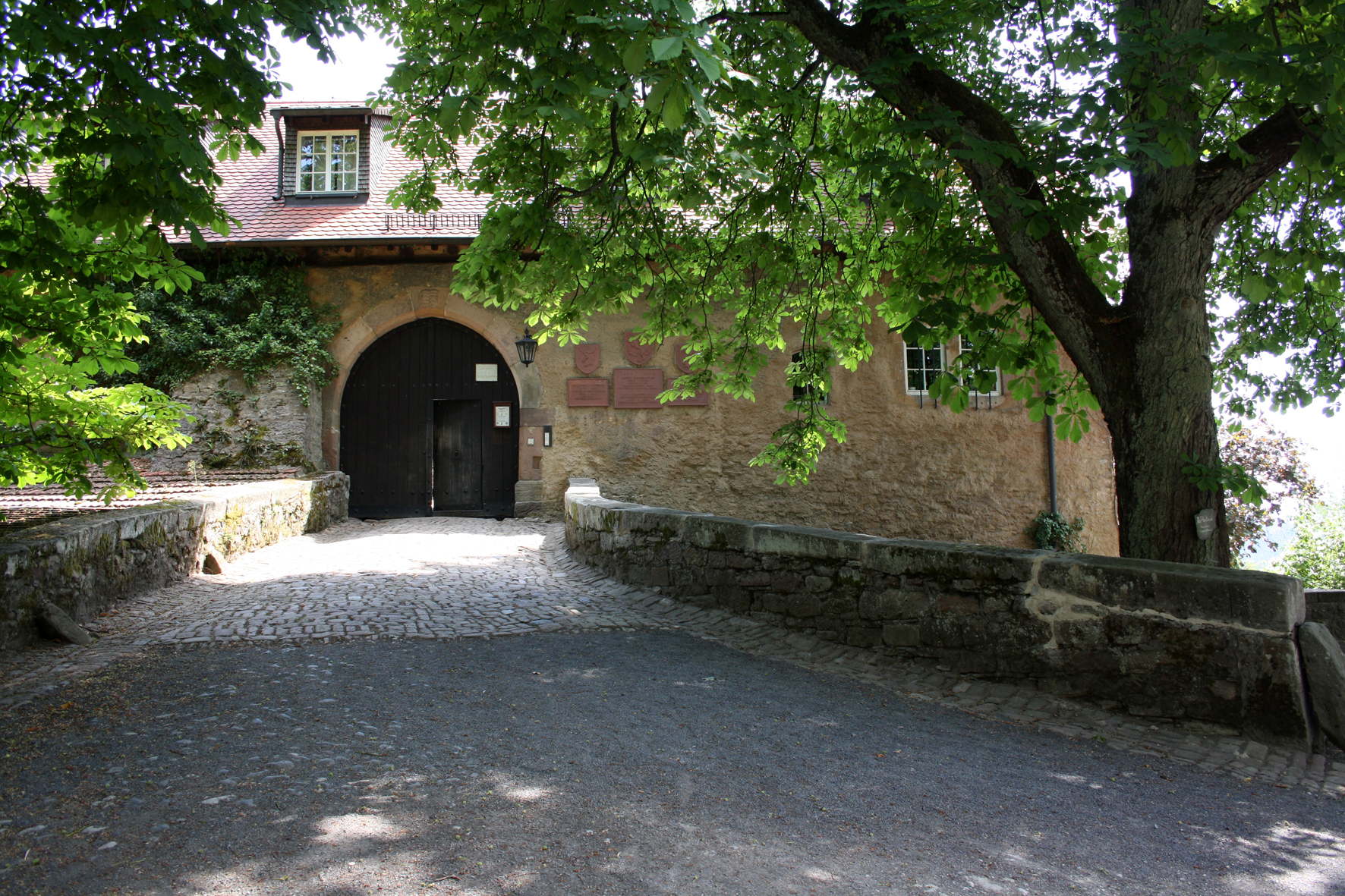
Tor zur Kernburg

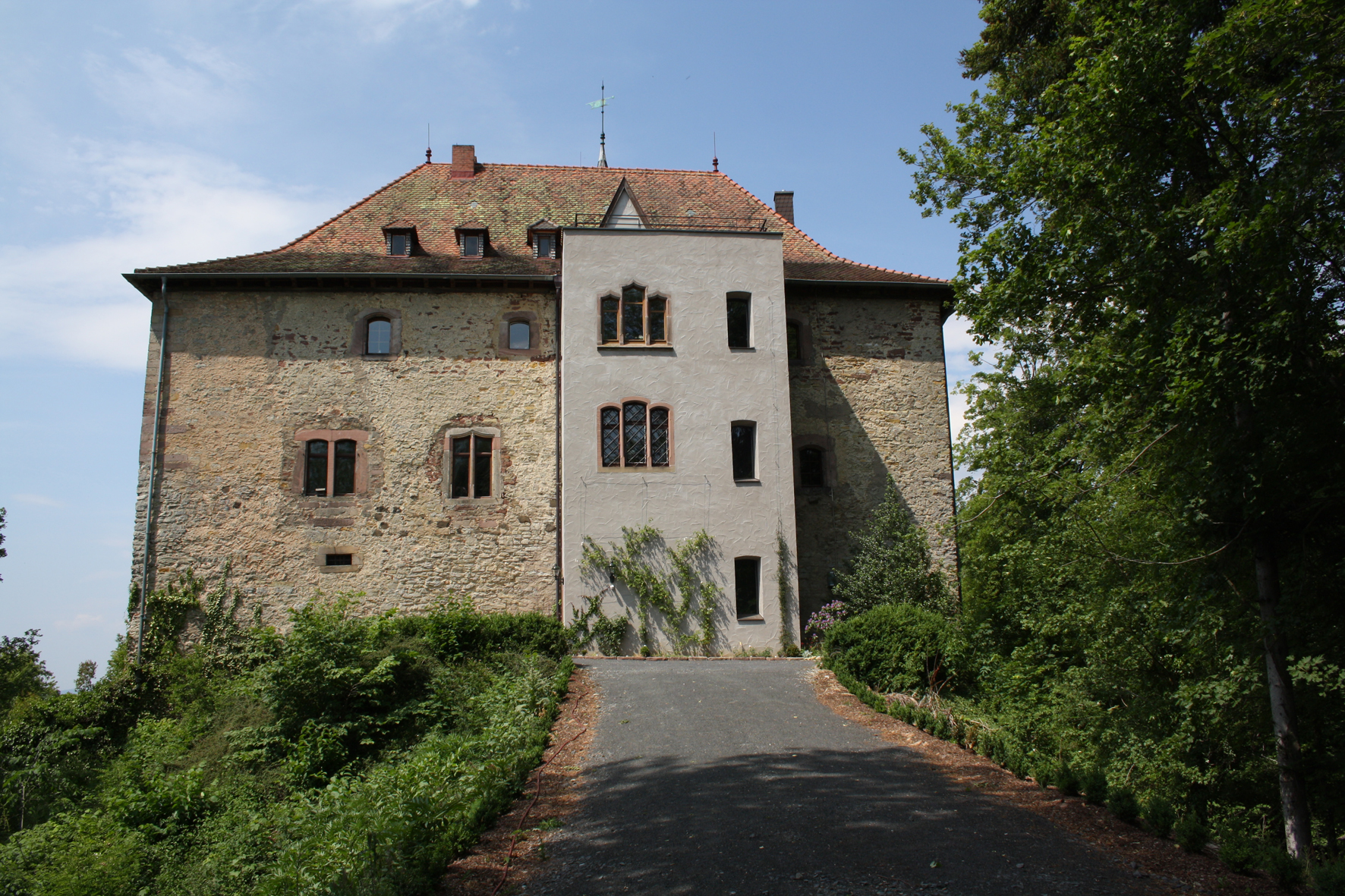
Ostseite des Palas

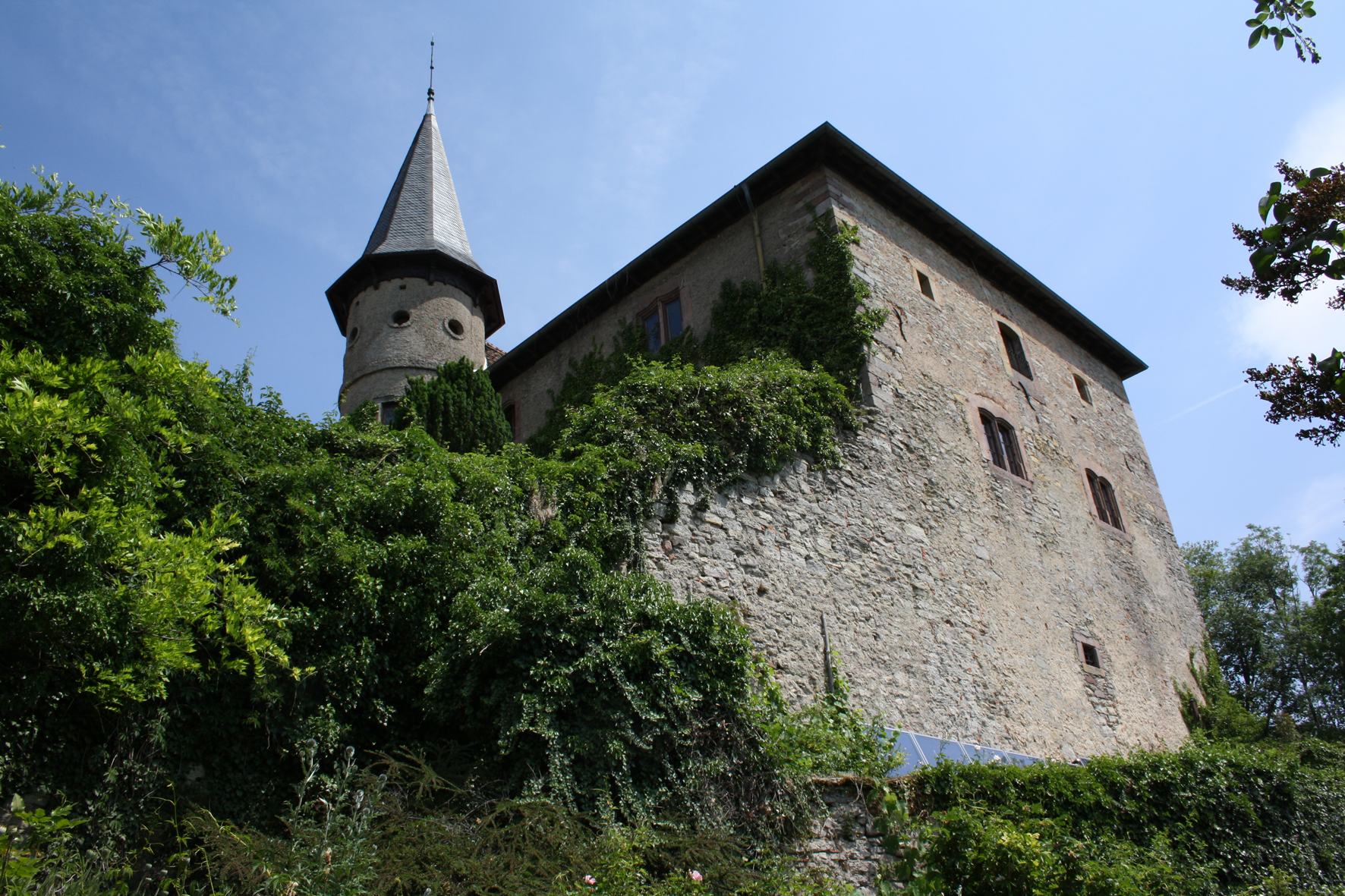
Südseite des Palas

Burg Brandenstein ist eine hochmittelalterliche Burg im hessischen Landrücken bei Schlüchtern-Elm im Main-Kinzig-Kreis, Hessen.

## Lage
Die Höhenburg liegt auf dem 325 Meter hohen südwestlichen Ausläufer des Eschebergs (452 m) in der Region Bergwinkel, vier Kilometer östlich des Stadtzentrums von Schlüchtern und etwa 1200 Meter ostsüdöstlich von Elm. Die Spornlage bietet einen guten Ausblick über das Kinzigtal. Der Burgberg ist umliegend heute größtenteils bewaldet, den Südhang nimmt eine Streuobstwiese ein.

## Geschichte

### Besitzgeschichte
Die Burg wurde 1278 im ältesten erhaltenen urkundlichen Zeugnis als Besitz des Hermann von Brandenstein erwähnt. 1307 ging sie zusammen mit dazugehörigen Gütern, dem späteren Amt Brandenstein, als Lehen des Hochstifts Würzburg an die Grafen von Rieneck-Rothenfels, 1316 gelangte sie in den Besitz Ulrich IV. von Hanau. Von 1424 bis 1540 befand sich die Burg zunächst als Pfand, später auch als Lehen, im Besitz der Herren von Eberstein. Nach deren Aussterben fiel die Burg an Hanau zurück. 1717 wurde die Burg zusammen mit dem zugehörigen Amt von Hanau für ein Darlehen über 100.000 Gulden an den Landgrafen von Hessen-Kassel verpfändet und seitdem wie ein Teil der Landgrafschaft verwaltet. Die Pfandsumme diente Graf Johann Reinhard III., dem letzten männlichen Mitglied der Hanauer Grafenfamilie, dazu, die Hanau-Lichtenberger Passivlehen des Bistums Straßburg und des Erzbistums Mainz auch über seinen Tod hinaus für seine einzige Tochter, die Landgräfin Charlotte Christine, verheiratet mit Erbprinz Ludwig (VIII.) von Hessen-Darmstadt, und deren Erben zu sichern.
Nach dem Tod des Grafen Johann Reinhard III. 1736 erbte Landgraf Friedrich von Hessen-Kassel die Grafschaft Hanau-Münzenberg und damit auch die Burg Brandenstein. Das Amt Brandenstein wurde aber zunächst weiter wie ein Landesteil der Landgrafschaft verwaltet, obwohl aufgrund der besonderen Verhältnisse in der Familie der Landgrafen von Hessen-Kassel die Grafschaft Hanau-Münzenberg noch über ein halbes Jahrhundert wie eine Sekundogenitur für jüngere Prinzen behandelt wurde. Erst als Landgraf Wilhelm IX. – zunächst Regent in Hanau – auch die Landgrafschaft erbte, wurden Amt und Burg Brandenstein wieder der Grafschaft Hanau-Münzenberg, nun praktisch insgesamt ein Landesteil von Hessen-Kassel, zugeschlagen. 1803 wurde die Landgrafschaft Hessen-Kassel zum Kurfürstentum Hessen erhoben, ging dann aber im Preußisch-Österreichischen Krieg 1866 auf der Verliererseite stehend, durch Annexion im Königreich Preußen als selbständiger Staat unter. Die Burg gehörte nun dem preußischen Staat.
1895 kam sie wieder in die Hände eines Brandensteiners: Der württembergische General der Infanterie Gustav von Brandenstein kaufte die Burg. 1905 übernahm Alexander von Brandenstein den Besitz. Er heiratete 1909 die Tochter des legendären Grafen Ferdinand von Zeppelin und wurde anlässlich der Hochzeit durch König Wilhelm II. von Württemberg zum Grafen (in Primogenitur) erhoben. Nun trug er den Familiennamen Brandenstein-Zeppelin. Bis heute ist die Burg im Besitz der Familie. Eigentümer der Burg ist heute Constantin von Brandenstein-Zeppelin, der jüngere Bruder von Albrecht Graf von Brandenstein-Zeppelin.

### Baugeschichte
Die Burg wurde wohl nach 1243 von einem Zweig der Herren von Steckelberg zur Sicherung von deren Vogteigebiet erbaut. Nach 1316 wurde die Burg durch Ulrich IV. von Hanau als Amtssitz ausgebaut. Im 15. Jahrhundert wurde die Burg erweitert. Wegen der Raubzüge und Wegelagerei Mangolds II. von Eberstein und dessen Fehde gegen die Reichsstadt Nürnberg wurde die Burg 1522 auf Befehl des Kaisers Karl V. von Truppen unter dem Kommando des fränkischen Kreishauptmanns Graf Georg II. von Wertheim beschossen und erobert. Nach 1540, nach dem Heimfall an die Grafen von Hanau, wurde die Burg zu einem Renaissanceschloss umgebaut. Während des Dreißigjährigen Krieges war sie Zuflucht für die Bewohner der umliegenden Dörfer.
Seit 1872 durchquert der 144 m lange Brandensteintunnel der Bahnstrecke Flieden–Gemünden den Burgberg im Bereich der Zufahrtsstraße etwa 100 m vor der Burg. 1895/96 renovierte Gustav von Brandenstein die von ihm neu gekaufte Burg.

## Museen

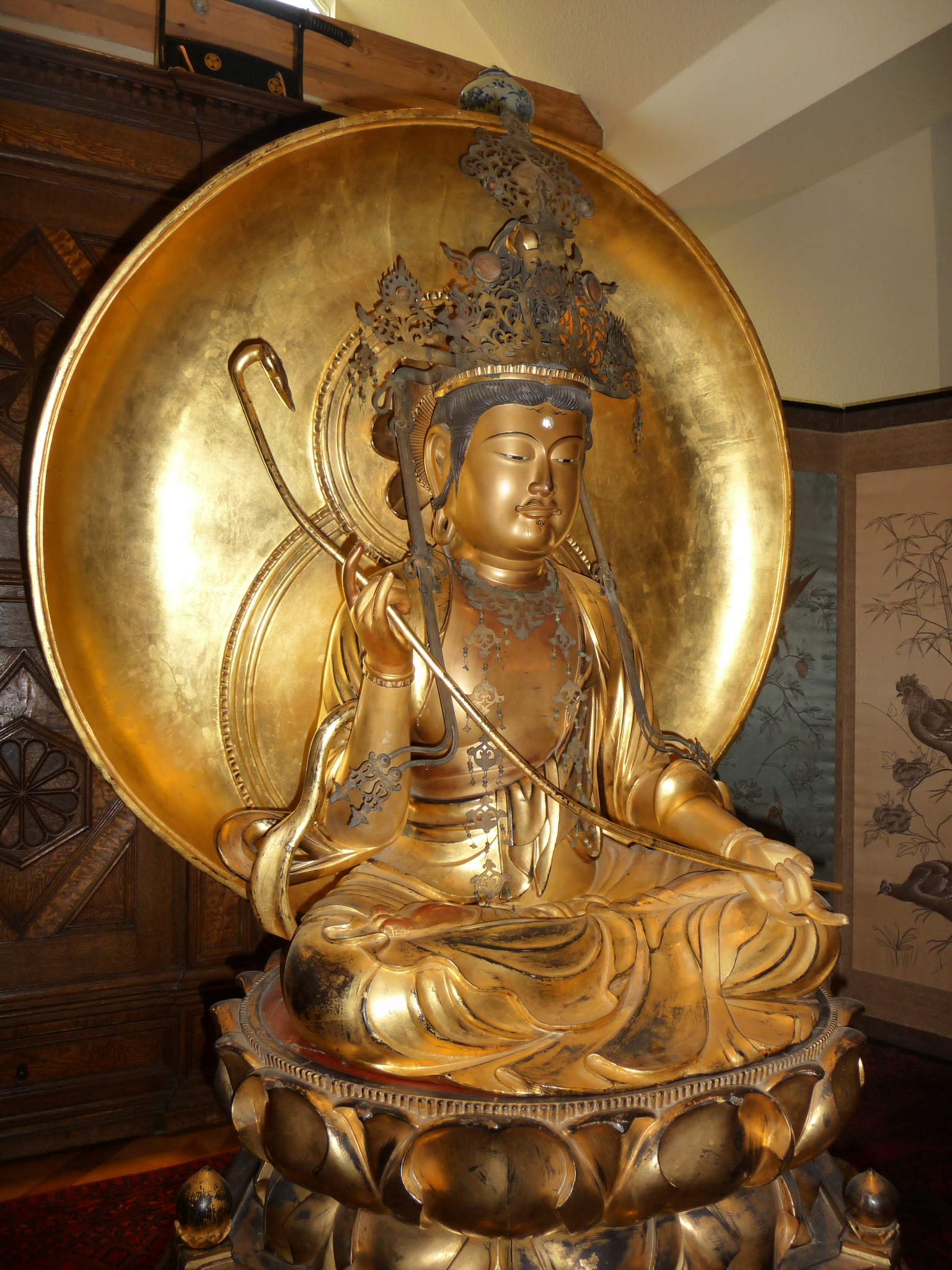
Bodhisattva im Siebold-Museum

Seit 1970 befindet sich im einstigen Pferdestall ein Holzgerätemuseum. Über 800 historische hölzerne Gegenstände – von der handgeschnitzten Wäscheklammer bis zur Mehlsackausklopfmaschine – wurden hier zusammengetragen. Seit einigen Jahren wird der Ausstellungsbereich auch zunehmend auf die allgemein zugängliche Hoffläche ausgeweitet.
Im Obergeschoss kann eine Sammlung zum Leben und Wirken des Mediziners und Japan-Forschers Philipp Franz von Siebold, Ururgroßvater des heutigen Burgherren, besichtigt werden.
Im Umfeld der Burg gibt es eine Waldausstellung mit Kunstwerken aus Naturmaterialien und einen Gehölz- und Pflanzenkundelehrpfad.